# 湖內區
湖內區是位於台灣高雄市的西北方的行政區，北邊隔著二仁溪與臺南市南區、仁德區相望，西側與茄萣區相鄰，東邊與南邊緊貼路竹區。前身為「湖內鄉」，得名自境內的大湖與圍仔內兩大聚落。由於緊鄰臺南市，本區為臺南都會區之衛星城鎮，亦為高雄市大岡山地區的成員之一。

## 歷史
1920年前分屬臺南廳阿公店支廳大湖區（長治二圖里大湖庄、湖內庄、竹滬庄、後鄉庄）與圍仔內區（文賢里之海埔庄、圍仔內庄、頂茄萣庄、崎漏庄） ，1920年地方改制後鄉庄改隸路竹庄，其餘合併為一庄時，大湖與圍仔內兩地相持不下，故各取一字稱湖內，隸屬高雄州岡山郡。
1945年戰後改制為高雄縣岡山區湖內鄉，1950年分出茄萣鄉以及將頂寮村、竹滬村交給路竹鄉管轄。

## 人口
根據高雄市政府民政局統計，2024年底湖內區戶數約1.2萬戶，人口約2.9萬人，區內人口最多與最少的里分別是湖內里與忠興里，2024年底兩里人口分別為4,408人與737人。

## 政治

### 歷屆首長
鄉長時期
| 屆次   | 姓名   | 備註 |
| ------ | ------ | ---- |
| 第1任  | 林義成 |      |
| 第2任  | 曾金石 |      |
| 第3任  | 曾金石 |      |
| 第4任  | 蘇明玉 |      |
| 第5任  | 葉廷周 |      |
| 第6任  | 葉廷周 |      |
| 第7任  | 蘇明江 |      |
| 第8任  | 蘇明江 |      |
| 第9任  | 劉水棟 |      |
| 第10任 | 劉文忠 |      |
| 第11任 | 劉文忠 |      |
| 第12任 | 蘇宗鄰 |      |
| 第13任 | 蘇宗鄰 |      |
| 第14任 | 黃炎森 |      |
| 第15任 | 黃炎森 |      |

湖內區長
| 屆次  | 姓名   | 備註 |
| ----- | ------ | ---- |
| 第1任 | 林建智 |      |
| 第2任 | 高士賢 |      |
| 第3任 | 吳進興 |      |
| 第4任 | 薛茂竹 |      |
| 第5任 | 陳佑瑞 |      |
| 第6任 | 賴美娥 |      |
| 第7任 | 陳秋霞 |      |

### 區政組織

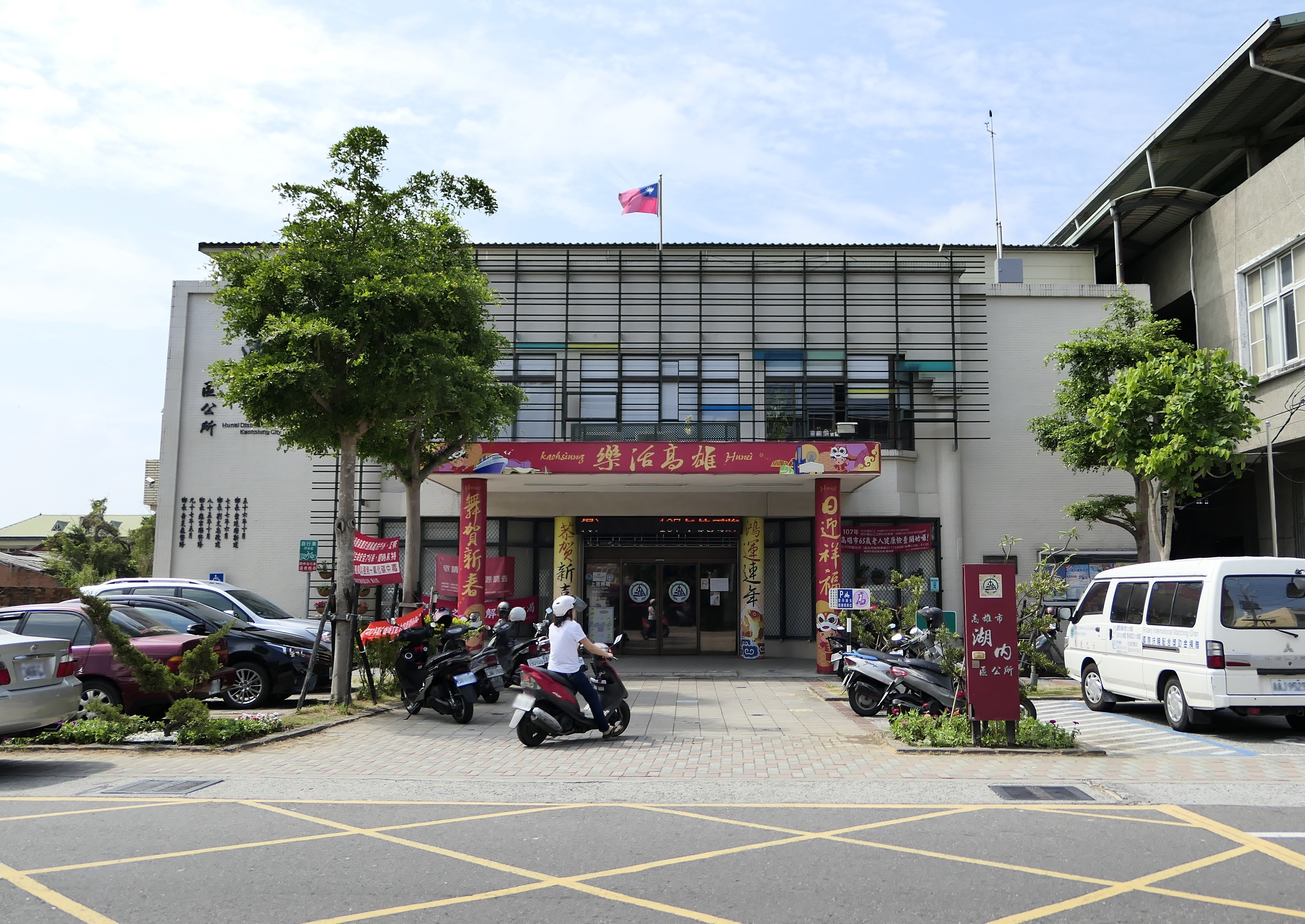
湖內區公所

湖內區公所是高雄市政府在湖內區的派出機關，在中華民國政府架構中為市政府綜理區政的執行機關，上級業務監督機關為高雄市政府。区长由市長任命，其任期為無任期保障。在區長及主任秘書之下，設有3課4室等7個內部單位。

### 行政區劃
- 大湖聚落：大湖、田尾里、湖內里、湖東里 （2002新設立）
- 海埔聚落：海山、海埔里、劉家里
- 太爺聚落：太爺里、公舘里[6]
- 圍仔內聚落：文賢里、中賢里、逸賢里、葉厝里
- 草寮聚落：忠興里

| 湖內區行政區劃                                                                                                  |
| 田尾里 大 湖 里 湖 東 里 湖 內 里 海 山 里 劉 家 里 海 埔 里 公館里 太爺里 葉厝里 逸賢里 文賢里 中 賢 里 忠興里 |

## 文化
- 大湖文化為2000年前臺灣史前文化之一支，屬新石器時代晚期的其中一支，主要特色是使用灰黑陶，遺址常見為貝塚。[7]
- 古蹟明寧靖王墓明朝皇室後裔朱術桂之墓位於湖內里內，於1988年2月26日公告為三級古蹟，現為直轄市定古蹟。[8]
- 月眉池慈濟宮是區內最大廟宇，供奉保生大帝，1984年、1996、2008年相隔12年舉行大型建醮祭典。
- 大湖碧湖宮、大湖長壽宮、大湖觀音亭為大湖三大公廟，其中碧湖宮為南鯤鯓代天府第一間分靈廟宇。另外大湖還有一只天公爐傳百年的天公會。
- 余鎮遠紀念碑
- 高雄市立圖書館湖內分館建於1988年，於2003年獲得文建會補助，增建戶外表演台、無線網路等設施。

## 教育單位

### 國民中學
- 高雄市立湖內國民中學

### 國民小學
- 高雄市湖內區三侯國民小學
- 高雄市湖內區大湖國民小學
- 高雄市湖內區明宗國民小學
- 高雄市湖內區文賢國民小學
- 高雄市湖內區海埔國民小學

## 交通

### 客運
- 高雄客運
  - 239：茄萣站－台南火車站
  - 8041C：林園－鳳山－澄清湖－岡山－茄萣
  - 8046A：臺南火車站（北站）→嘉南藥理大學→路竹→岡山→文藻外語大學→高鐵左營站
  - 8046B：高鐵左營站－岡山－路竹－嘉南藥理大學－台南火車站（部分班次繞駛樹人醫專）
- 港都客運
  - 紅71A、紅71B：捷運岡山高醫站－臺鐵岡山車站（捷運岡山車站）－茄萣區公所
  - 紅71D：捷運岡山高醫站－東方設計學院

### 公路

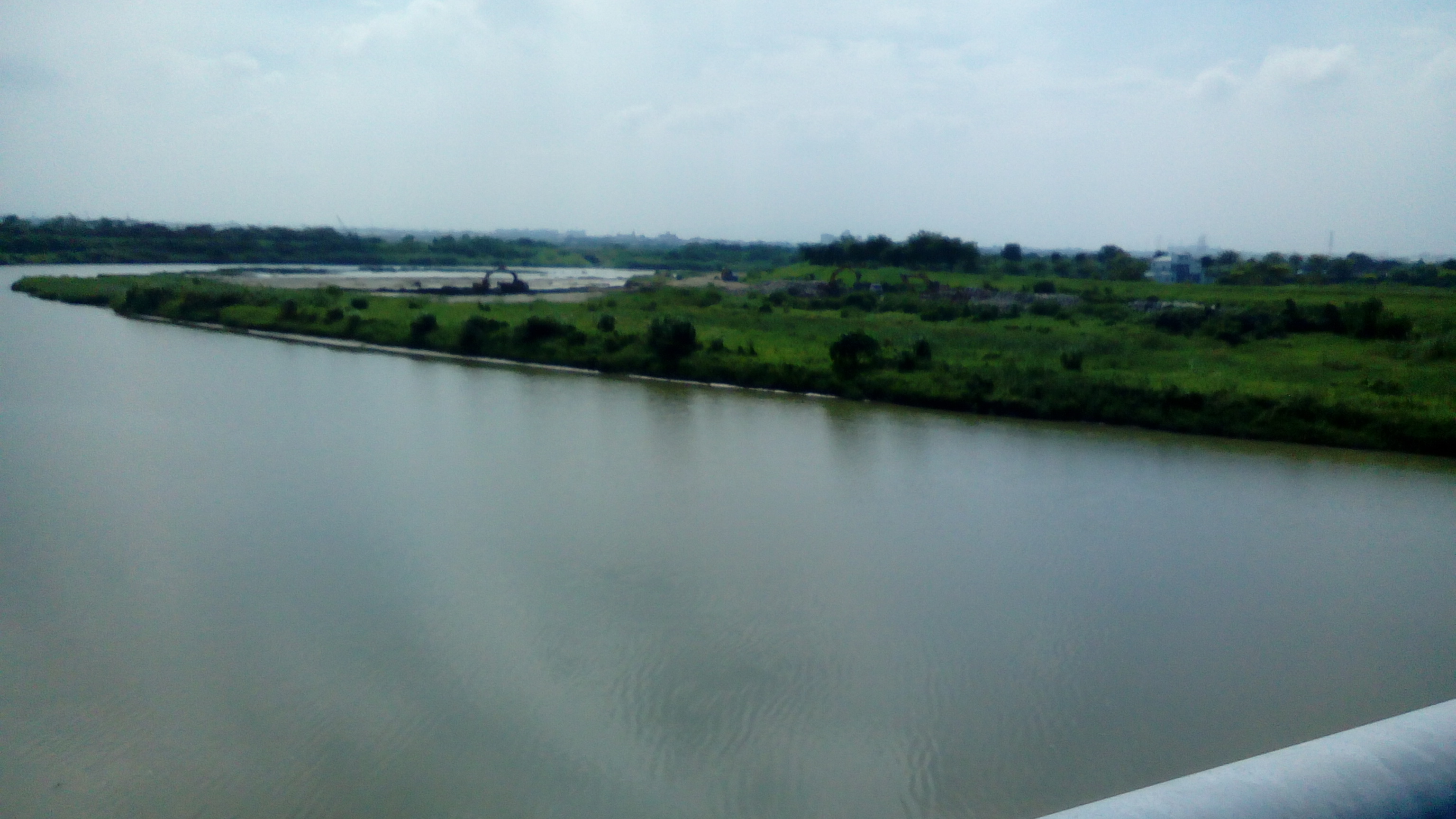
自台1線往東眺望二仁溪

- 台1線：中山路一、二段
- 台17線：東方路、和平路
  - 台17甲線：中正路二段、信義路、湖中路、和平路
- 台28線：東方路

### 捷運
高雄捷運
- 紅線（岡山路竹延伸線2B階段，設計中）：大湖站

## 觀光景點

### 自然
- 二仁溪湖內堤防
- 大湖聚落環村休閒步道
- 台灣糖業鐵路本州線(仁德糖廠運輸原料路線之一)[9]湖內美化路段
- 𥓞口圳[10]步道

### 人文
- 寧靖王公園
- FLOMO富樂夢觀光工廠
- 明宗書法藝術館
- 大湖番茄會社
- 海埔教會舊址
- 大湖夜市

## 宗教信仰

### 道教和臺灣民間信仰
大湖、田尾、湖內
- 大湖碧湖宮
- 大湖長壽宮
- 大湖觀音亭
- 湖內普濟宮
- 湖東里天福宮
- 黃帝神農殿
- 田尾玉湖宮
- 田尾天真福廟

太爺、公館、葉厝甲、圍仔內、草仔寮
- 圍仔內月眉池慈濟宮
- 圍仔內天后宮
- 太爺福安宮
- 葉厝甲清水寺代天府
- 草仔寮忠興宮
- 草地尾代天府

海埔、劉厝
- 海埔海山宮
- 東保角三興宮
- 頂李仔隆法宮
- 劉厝李聖宮
- 劉厝玄極宮

### 佛教
- 玉湖寺
- 大湖擇善佛堂

### 一貫道信仰
- 一貫道興毅純陽聖道院

### 基督宗教
| 宗派                             | 教會（禮拜堂 / 聖堂）        |
| -------------------------------- | ---------------------------- |
| 歸正宗長老會（臺灣基督長老教會） | 海埔教會、太爺教會、大湖教會 |
| 召會                             | 高雄市召會武功街會所         |
| 其他                             | 臺灣聖教會湖內教會           |

## 外部連結
- 高雄市湖內區公所 （页面存档备份，存于）